# Brasilsat A2
O Brasilsat A2 foi um Satélite de comunicação geoestacionário brasileiro pertencente a família Brasilsat, que foi construído pela Spar Aerospace em parceria com a Hughes, na maior parte de sua vida útil ele esteve localizado na posição orbital de 70 graus de longitude oeste e era operado pela Star One (atual Embratel Star One), uma empresa subsidiária da Embratel. O satélite foi baseado na plataforma HS-376 e sua expectativa de vida útil era de 8 anos. O mesmo saiu de serviço em fevereiro de 2004 e foi transferido para a órbita cemitério.

## Modelo
O satélite tinha a forma de um cilindro, onde no seu topo se situava uma antena direcional que se abriu após o lançamento do satélite, tinha a rotação estabilizada de 50 a 55 rpm, seus empuxadores utilizavam como propelente 136 kg de hidrazina e era alimentado por células solares que forneciam 982 Watts no início de sua fase de operação, utilizando duas baterias de NiCd como reserva de energia. Transportava 24 transmissores de banda C, com 6 transmissores sobressalentes. Forneciam um (Effective Isotropically Radiated Power - EIRP) poder de radiação incidente efetiva de cerca de 34 dBW para a maioria do território brasileiro.
Brasilsat A2
- Principal empresa contratada: Spar Aerospace
- Modelo utilizado: HS-376
- Massa no lançamento: 1.140 kg
- Massa em órbita: 671 kg
- Diâmetro: 2.19 m
- Altura: 7,09 m quando aberto
- Estabilização: Rotação estabilizada a 50 - 55 rpm
- Energia Início: 982 Watts
- Energia Final: 799 Watts
- Tempo de vida útil: 1986-2004
- Primária: 9 anos - Estendida: mais 9 anos

## História
Na década de 1980, o Brasil precisava de satélites próprios, para dispensar o aluguel de estrangeiros, como resultado deste esforço a antiga empresa estatal brasileira Embratel, hoje privatizada, contratou em agosto de 1982 a canadense Spar Aerospace, Ltd., em parceria com a Hughes, para construir sua série de satélites Brasilsat A, a série era constituída por dois satélites, o Brasilsat A1 e o Brasilsat A2.
Construídos pela empresa canadense Spar Aerospace, que recebeu US$ 125 milhões de dólares para construir sob licença da Hughes, os dois satélites brasileiros modelo HS-376. 
Os satélites receberam inicialmente a denominação de Brasilsat 1 e 2 e formaram o início do Sistema Brasileiro de Telecomunicações por Satélite (SBTS). Posteriormente com o lançamento da segunda geração de satélites, eles passaram a serem denominados de Brasilsat A1 e A2, e foram substituídos pelos satélites Brasilsat B1 e Brasilsat B2.
O satélite Brasilsat A2 foi o segundo satélite brasileiro pertencente a Embratel que foi lançado em 28 de março de 1986, por um foguete Ariane modelo 2/3, na base de lançamento de Kourou na Guiana francesa. Este satélite era igual ao Brasilsat A1.
Tinha uma massa quando do lançamento de 1.243 kg, perigeu de 35.778 km, apogeu de 35.794 km e uma inclinação de 0,0 graus. Durante sua vida comercial, esteve estacionado em 70 graus oeste. 
Seu tempo de vida contratual era de 8 anos, mas o satélite continuou a ser controlado até o final de 2004, com quase 18 anos de vida. O Brasilsat A2 foi operado diretamente pela Embratel até no final de 2000, quando foi criada a Star One uma então subsidiária da mesma, que foi destinada a administração da antiga frota de satélites da Embratel.
Após o satélite ter sido lançado em março de 1986, foi colocado na posição orbital de 70 graus de longitude oeste. Em 1994 ele foi transferido para 65 graus oeste, onde permaneceu até o mês de junho de 1995, o mesmo foi movido em agosto de 1995 para 92 graus oeste, local em que ele permaneceu até janeiro de 2001, o satélite foi transferido novamente de posição orbital em março de 2001, desta vez para 63 graus oeste em órbita inclinada, o Brasilsat A2 permaneceu nesta posição até fevereiro de 2004 quando saiu de serviço e foi enviado para a órbita cemitério.
O seu substituto na posição orbital de 70 graus oeste para continuar com as transmissões de telecomunicações, foi o satélite Brasilsat B1, que foi lançado em 1994.

## Lançamento
O satélite foi lançado com sucesso ao espaço no dia 28 de março de 1986, às 23:30 UTC, por meio de um veículo Ariane 3 lançado a partir da Base de lançamento espacial do Centro Espacial de Kourou, na Guiana Francesa, juntamente com o satélite GStar 2. Ele tinha uma massa de lançamento de 1.140 kg.

## Capacidade e cobertura
O Brasilsat A2 era equipado com 24 transponders em banda C (mais 6 de reserva) para prestar serviços de telecomunicações para o Brasil e América do Sul.

## Curiosidade
Quando o Brasilsat A2 foi lançado o mesmo levava consigo uma fita do Senhor do Bonfim. Como o satélite não tinha nenhum tipo seguro, por decisão do então ministro das Comunicações, Antônio Carlos Magalhães, a razão foi o alto custo do prêmio exigido pelas seguradoras. o que deixava os técnicos temerosos. Pois, uma pane significaria prejuízo enorme, com a perda de um equipamento que custou milhões de dólares. O então ministro das Comunicações, disse "Em lugar do seguro, ponham uma fitinha do Senhor do Bonfim, tudo estará resolvido". E a fita seguiu para a base de lançamento e foi enviada ao espaço junto com o satélite. Outra curiosidade é que o satélite operou por mais de 18 anos, dez a mais que a previsão.